# Henry Padovani
Henry Padovani (Bastia, 13 de outubro de 1952) é um músico francês. Ele foi o primeiro guitarrista da banda de rock britânica The Police, onde permaneceu até 12 de agosto de 1977, sendo substituído por Andy Summers, que fazia parte da banda originalmente como segundo guitarrista.
Gravou com o grupo o single "Fall out/Nothing Achieving", em 12 de maio de 1977.
Logo depois, começou a fazer parte da banda Wayne County & The Electric Chairs e depois montou sua própria banda, The Flying Padovanis.